# برادوی (نیوجرسی)
برادوی (به انگلیسی: Broadway) یک منطقهٔ مسکونی در ایالات متحده آمریکا است که در ناحیه فرانکلین، شهرستان وارن، نیوجرسی واقع شده‌است. برادوی ۰٫۹۶۲ کیلومتر مربع مساحت و ۲۴۴ نفر جمعیت دارد و ۱۱۴ متر بالاتر از سطح دریا واقع شده‌است.